# Генрі Мак-Мастер
Генрі Дарган Мак-Мастер (англ. Henry Dargan McMaster; нар. 27 травня 1947, Колумбія, Південна Кароліна) — американський політик-республіканець. З 2015 до 2017 р. — віцегубернатор, з 2017 р. — губернатор штату Південна Кароліна.

## Біографія
1969 р. закінчив Університет Південної Кароліни, 1973 р. там же отримав ступінь доктора права. З 1969 до 1975 р. — у резерві армії Сполучених Штатів. Він був помічником сенатора Строма Термонда, 1974 р. почав адвокатську практику в юридичній фірмі Tompkins and McMaster. З 1981 до 1985 р. був федеральним прокурором Південної Кароліни (призначений президентом Рейганом). З 1993 до 2002 р. Мак-Мастер очолював Республіканську партію Південної Кароліни. З 2003 до 2011 р. працював генеральним прокурором свого штату.
1986 р. балотувався до Сенату США. 1990 р. Мак-Мастер невдало змагався за посаду віцегубернатора, 2010 р. також висував свою кандидатуру на посаду губернатора Південної Кароліни.